# Волтон (селище, Нью-Йорк)
Волтон (англ. Walton) — селище (англ. village) в США, в окрузі Делавер штату Нью-Йорк. Населення — 2885 осіб (2020).

## Географія
Волтон розташований за координатами 42°10′11″ пн. ш. 75°7′50″ зх. д. / 42.16972° пн. ш. 75.13056° зх. д. (42.169811, -75.130478).  За даними Бюро перепису населення США в 2010 році селище мало площу 4,15 км², з яких 3,99 км² — суходіл та 0,15 км² — водойми.

## Демографія
Згідно з переписом 2010 року, у селищі мешкало 3088 осіб у 1352 домогосподарствах у складі 781 родини. Густота населення становила 745 осіб/км².  Було 1569 помешкань (378/км²).
Расовий склад населення:
| - 96,0 % — білих - 1,1 % — чорних або афроамериканців - 0,7 % — азіатів - 0,5 % — корінних американців |

До двох чи більше рас належало 0,9 %. Частка іспаномовних становила 3,3 % від усіх жителів.
За віковим діапазоном населення розподілялося таким чином: 24,4 % — особи молодші 18 років, 59,8 % — особи у віці 18—64 років, 15,8 % — особи у віці 65 років та старші. Медіана віку мешканця становила 39,9 року. На 100 осіб жіночої статі у селищі припадало 92,0 чоловіків;  на 100 жінок у віці від 18 років та старших — 89,8 чоловіків також старших 18 років.
Середній дохід на одне домашнє господарство  становив 39 567 доларів США (медіана — 28 068), а середній дохід на одну сім'ю — 50 084 долари (медіана — 43 000). Медіана доходів становила 47 974 долари для чоловіків та 31 574 долари для жінок. За межею бідності перебувало 30,9 % осіб, у тому числі 55,4 % дітей у віці до 18 років та 2,0 % осіб у віці 65 років та старших.
Цивільне працевлаштоване населення становило 944 особи. Основні галузі зайнятості: виробництво — 24,3 %, освіта, охорона здоров'я та соціальна допомога — 21,3 %, будівництво — 16,5 %.